# Soustrojí

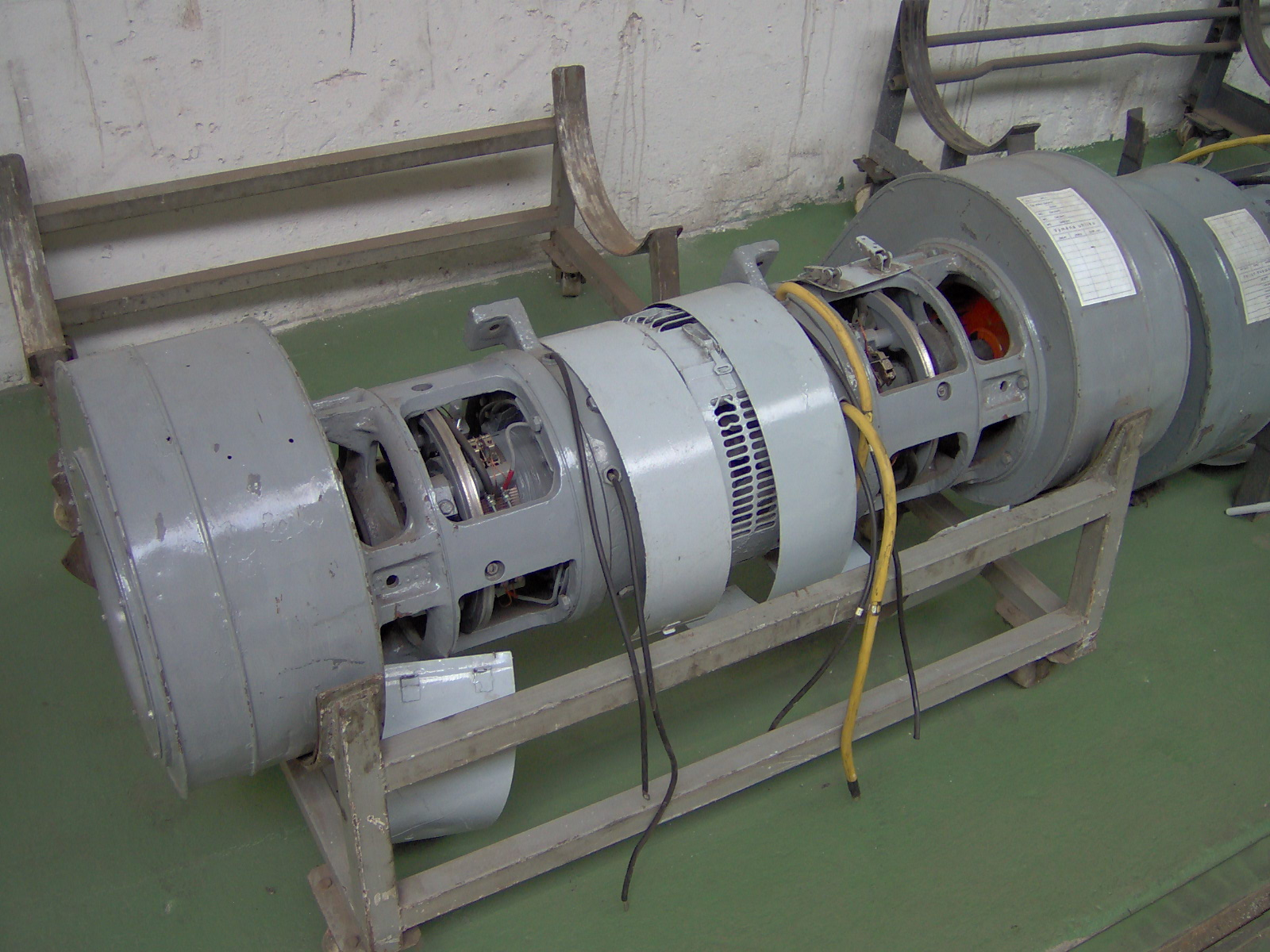
Motorgenerátor používaný v tramvajích Tatra T3 a Tatra K2

Soustrojí je soustava dvou nebo více točivých strojů umístěných na společném hřídeli. Odvozeným slovem turbosoustrojí pak označujeme takové soustrojí, kde jedním ze strojů bývá turbína či turbokompresor.
Pojem soustrojí bývá někdy užíván i v širším významu pro jakoukoliv skupinu strojů pevně spojených za nějakým společným technologickým účelem. Přesnějším označením v takovém případě bývá skupina strojů nebo agregát.

## Praktické příklady některých soustrojí
- Soustrojí tvořené parní nebo vodní turbínou a generátorem;
- motorgenerátor – měnič, skládající se z hnacího motoru a generátoru;
- motorgenerátor se spalovacím motorem – soustrojí složené ze spalovacího motoru a generátoru, používané jako nezávislý nebo záložní zdroj elektrické energie;
- proudový motor – soustrojí skládající se z turbokompresoru a spalovací turbíny (praktický příklad turbosoustrojí);
- Ward Leonardovo soustrojí – systém pro plynulé řízení otáček elektrických motorů.